# David di Donatello per la migliore canzone originale

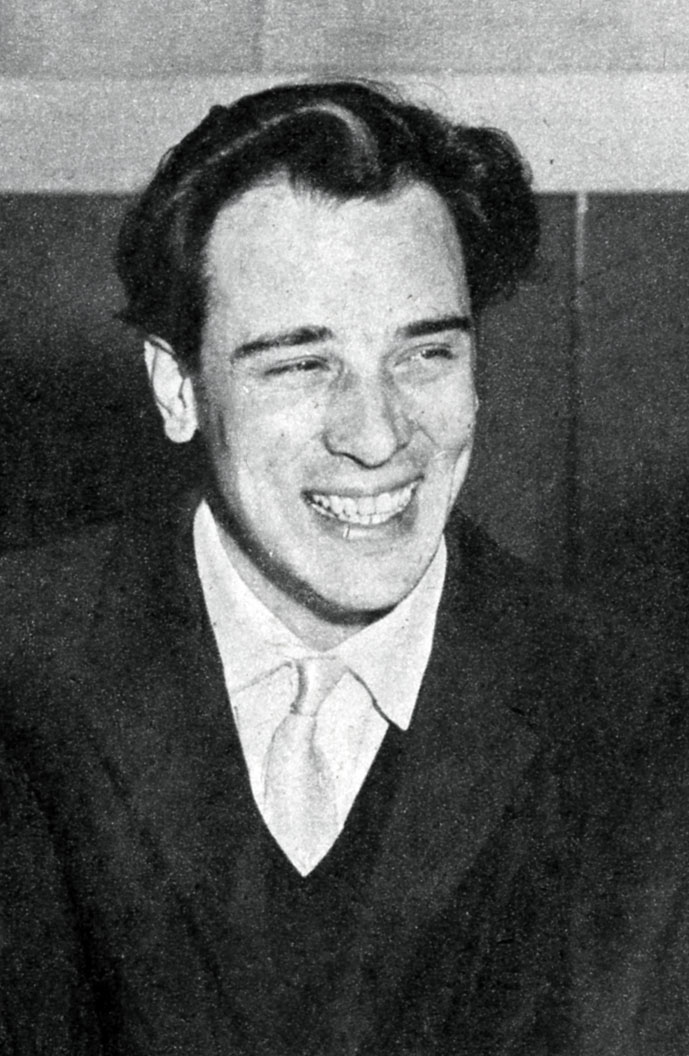
Riz Ortolani è stato il primo autore ad aggiudicarsi il premio nel 1987.

Il David di Donatello per la migliore canzone originale è un premio cinematografico, assegnato annualmente nell'ambito dei David di Donatello a partire dal 2005. In precedenza era stato assegnato in tre sole occasioni, ovvero nelle edizioni del 1987, del 1989 e del 1990.

## Vincitori e candidati
I vincitori sono indicati in grassetto.

### Anni 1980
- 1987: Regalo di Natale, di Riz Ortolani - Regalo di Natale
- 1989
  - Felicità di Lucio Dalla e Mauro Malavasi - Il frullo del passero
  - 'O re di Luigi Magni, Mauro Pagani, Nicola Piovani - 'o Re

### Anni 1990
- 1990
- Claudio Mattone - Scugnizzi[2]
  - Mario Nascimbene - Blue Dolphin - L'avventura continua
  - Fiorenzo Carpi - Il prete bello
  - Ennio Morricone - Mio caro dottor Gräsler
  - Enzo Jannacci e Paolo Jannacci - Piccoli equivoci

### Anni 2000
- 2005
  - Christmas in love di Marva Jan Marrow e Tony Renis - Christmas in love
  - Fame chimica di 'O Zulù - Fame chimica
  - Gioia e rivoluzione di Enzo Del Re - Lavorare con lentezza
  - Manuale d'amore, di Paolo Buonvino - Manuale d'amore
  - Ma quando arrivano le ragazze? di Riz Ortolani - Ma quando arrivano le ragazze?
- 2006
  - Insieme a te non ci sto più di Caterina Caselli - Arrivederci amore, ciao
  - Forever Blues di Lino Patruno - Forever Blues
  - I giorni dell'abbandono (musica di Goran Bregović e testo di Carmen Consoli) - I giorni dell'abbandono
  - Solo per te di Giuliano Sangiorgi - La febbre
  - You Can Never Hold Back Spring di Tom Waits e Kathleen Brennan - La tigre e la neve
- 2007
  - La paranza e Mi persi di Daniele Silvestri - Notturno bus
  - Fascisti su Marte di Corrado Guzzanti - Fascisti su Marte
  - Eppure sentire (un senso di te) di Paolo Buonvino, Elisa Toffoli - Manuale d'amore 2
  - Passione di Neffa - Saturno contro
  - Centochiodi di Paolo Fresu - centochiodi
- 2008
  - L'amore trasparente di Ivano Fossati - Caos calmo
  - Senza fiato di Paolo Buonvino, Giuliano Sangiorgi e Dolores O'Riordan - Cemento armato
  - Amore fermati di Gorni, Zapponi, Terzoli - Lascia perdere, Johnny!
  - L'arrivo a Milano di Pino Donaggio - Milano Palermo - Il ritorno
  - Tear Down These Houses di Skin e Andrea Guerra - Parlami d'amore
  - La rabbia di Luis Bacalov - La rabbia
- 2009
  - Herculaneum di Robert Del Naja e Neil Davidge - Gomorra
  - Il cielo ha una porta sola di Biagio Antonacci - Ex
  - Piangi Roma dei Baustelle con Valeria Golino - Giulia non esce la sera
  - Per fare a meno di te di Giorgia e Fabrizio Campanelli - Solo un padre
  - Senza farsi male di Carmen Consoli - L'uomo che ama

### Anni 2010
- 2010
  - Baciami ancora di Jovanotti - Baciami ancora
  - Angela di Checco Zalone - Cado dalle nubi
  - 21st Century Boy di Bad Love Experience - La prima cosa bella
  - Sogno di Patty Pravo - Mine vaganti
  - Canzone in prigione - Marlene Kuntz - Tutta colpa di Giuda
- 2011
  - Mentre dormi di Max Gazzè e Gimmi Santucci - Basilicata coast to coast
  - L'amore non ha religione di Checco Zalone - Che bella giornata
  - Immaturi di Alex Britti - Immaturi
  - Capocotta Dreamin' (musica di Maurizio Filardo, testo di Massimiliano Bruno e Marco Conidi) - Nessuno mi può giudicare
  - Qualunquemente (musica di Peppe Voltarelli, Salvatore De Siena, Amerigo Sirianni, testo di Antonio Albanese e Piero Guerrera) - Qualunquemente
- 2012
  - If It Falls, It Falls (musica di David Byrne, testo di Will Oldham, interpretata da Michael Brunnock) - This Must Be the Place
  - Sometimes (musica di Umberto Scipione, testo e interpretazione di Alessia Scipione) - Benvenuti al Nord
  - Gitmem daha (musica di Sezen Aksu e Pasquale Catalano, testo di Yıldırım Türker, interpretata da Sezen Aksu) - Magnifica presenza
  - Therese (musica di Gaetano Curreri e Andrea Fornili, testo di Angelica Caronia, Gaetano Curreri e Andrea Fornili, interpretata da Angelica Ponti) - Posti in piedi in paradiso
  - Scialla! (musica, testo e interpretazione di Amir Issaa e Caesar Productions) - Scialla! (Stai sereno)
- 2013
  - Tutti i santi giorni (musica, testo e interpretazione dei Virginiana Miller) - Tutti i santi giorni
  - Fare a meno di te (musica di Gianluca Misiti e Laura Marafioti, testo di Laura Marafioti, interpretata da La Elle) - Buongiorno papà
  - Novij den (musica e testo di Mauro Pagani, interpretata da Dariana Koumanova) - Educazione siberiana
  - La vita possibile (musica di Pivio e Aldo De Scalzi, testo e interpretazione di Francesco Renga) - Razzabastarda
  - Twice Born (musica e testo di Arturo Annecchino, interpretata da Angelica Ponti) - Venuto al mondo
- 2014
  - 'A verità (musica di Francesco Liccardo, Rosario Castagnola e Sarah Tartuffo, testo di Nelson e Rosario Castagnola, interpretata da Franco Ricciardi) – Song’e Napule
  - Smetto quando voglio (musica, testo e interpretazione di Scarda) – Smetto quando voglio
  - I'm sorry (musica e testo di Giacomo Vaccai, interpretata dai Jackie O’S Farm) – Il capitale umano
  - A malìa (musica e testo di Dario Sansone, interpretata da Foja) – L’arte della felicità
  - Tosami lady (musica e testo di Santi Pulvirenti, interpretata da Domenico Centamore) – La mafia uccide solo d’estate
  - Dove cadono i fulmini (musica, testo e interpretazione di Erica Mou) – Una piccola impresa meridionale
- 2015
  - Anime nere (musica e testo di Giuliano Taviani, interpretata da Massimo De Lorenzo) - Anime nere
  - Wrong skin (musica, testo e interpretazione di Marialuna Cipolla) - Il ragazzo invisibile
  - Elis (musica e testo di Arturo Annecchino, interpretata da Costanza Cutaia e Martina Sciucchino) - Nessuno si salva da solo
  - Sei mai stata sulla luna? (musica, testo e interpretazione di Francesco De Gregori) - Sei mai stata sulla Luna?
  - Bonesempio (musica e testo di Giordano Corapi e Roberta Serretiello, interpretata da Roberta Serretiello) - Take five
- 2016
  - Simple Song #3 (musica e testo di David Lang, interpretazione di Sumi Jo) - Youth - La giovinezza (Youth)
  - Torta di noi (musica, testo e interpretazione di Niccolò Contessa) - La felicità è un sistema complesso
  - A cuor leggero (musica, testo e interpretazione di Riccardo Sinigallia) - Non essere cattivo
  - Perfetti sconosciuti (musica di Bungaro e Cesare Chiodo, testo e interpretazione di Fiorella Mannoia) - Perfetti sconosciuti
  - La prima Repubblica (musica, testo e interpretazione di Checco Zalone) - Quo vado?
- 2017
  - Abbi pietà di noi (musica e testo di Enzo Avitabile, interpretazione di Enzo Avitabile, Angela e Marianna Fontana) - Indivisibili
  - I Can See the Stars (musica e testo di Fabrizio Campanelli, interpretata da Leonardo Cecchi, Eleonora Gaggero e Beatrice Vendramin) - Come diventare grandi nonostante i genitori
  - L'estate addosso (musica di Lorenzo Cherubini, Christian Rigano e Riccardo Onori, testo di Lorenzo Cherubini e Vasco Brondi, interpretata da Jovanotti) - L'estate addosso
  - Po Popporoppò (musica e testo di Carlo Virzì, interpretata dai pazienti di Villa Biondi) - La pazza gioia
  - Seventeen (musica di Andrea Farri, testo di Lara Martelli, interpretata da Matilda De Angelis) - Veloce come il vento
- 2018
  - Bang bang (musica di Pivio e Aldo De Scalzi, testo di Nelson, interpretata da Serena Rossi, Franco Ricciardi e Giampaolo Morelli) - Ammore e malavita
  - A chi appartieni (musica e testo di Dario Sansone, interpretata dai Foja) - Gatta Cenerentola
  - Fidati di me (musica e testo di Mauro Pagani, interpretata da Massimo Ranieri e Antonella Lo Coco) - Riccardo va all'inferno
  - Italy (musica di Anja Plaschg e Anton Spielmann, testo di Anja Plaschg e Soap&skIN, interpretata da Soap&skIN) - Sicilian Ghost Story
  - The Place (musica di Marco Guazzone, Giovanna Gardelli, Matteo Curallo, Stefano Costantini, Edoardo Cicchinelli, testo di Marco Guazzone e Giovanna Gardelli, interpretata da Marianne Mirage) - The Place
- 2019
  - Mystery of Love (musica, testo e interpretazione di Sufjan Stevens) - Chiamami col tuo nome
  - L'invenzione di un poeta (musica di Nicola Piovani, testo di Aisha Cerami e Nicola Piovani, interpretata da Tosca) - A casa tutti bene
  - Araceae (musica di Apparat e Philipp Thimm, testo di Simon Brambell, interpretata da Apparat) - Capri-Revolution
  - 'A speranza (musica, testo e interpretazione di Enzo Avitabile) - Il vizio della speranza
  - 'Na gelosia (musica di Lele Marchitelli, testo di Peppe Servillo, interpretata da Toni Servillo) - Loro

### Anni 2020
- 2020
  - Che vita meravigliosa (musica, testo e interpretazione di Diodato) - La dea fortuna
  - Festa (musica di Aiello, testo di Shoshi Md Ziaul e Aiello, interpretata da Moonstar Studio) - Bangla
  - Rione Sanità (musica, testo e interpretazione di Ralph P) - Il sindaco del rione Sanità
  - Un errore di distrazione (musica, testo e interpretazione di Brunori Sas) - L'ospite
  - Suspirium (musica, testo e interpretazione di Thom Yorke) - Suspiria

- 2021
  - Immigrato (musica e testo di Antonio Iammarino e Luca Medici, interpretata da Checco Zalone) - Tolo Tolo
  - Gli anni più belli (musica, testo e interpretazione di Claudio Baglioni) - Gli anni più belli
  - Invisible (musica e testo di Marco Biscarini, interpretata da La Tarma) - Volevo nascondermi
  - Io sì (Seen) (musica di Diane Warren, testo di Laura Pausini e Niccolò Agliardi, interpretata da Laura Pausini) - La vita davanti a sé
  - Miles Away  (musica e testo di Pivio e Aldo De Scalzi, interpretata da Ginevra Nervi) - Non odiare

- 2022
  - La profondità degli abissi (musica, testo e interpretazione di Manuel Agnelli) - Diabolik
  - Faccio 'A Polka (musica di Nicola Piovani, testo di Nicola Piovani e Dodo Gagliarde, interpretata da Anna Ferraioli Ravel) - I fratelli De Filippo
  - Just You (musica e testo di Giuliano Taviani e Carmelo Travia, interpretata da Marianna Travia) - L'arminuta
  - Nei tuoi occhi (musica di Francesca Michielin e Andrea Farri, testo e interpretazione di Francesca Michielin) - Marilyn ha gli occhi neri
  - Piccolo corpo (musica di Fredrika Stahl, testo di Laura Samani, interpretata da Celeste Cescutti e coro popolare) - Piccolo corpo

- 2023
  - Proiettili (ti mangio il cuore) (musica di Joan Thiele, Elisa Toffoli ed Emanuele Triglia, testo e interpretazione di Elodie e Joan Thiele) - Ti mangio il cuore
  - Se mi vuoi (musica, testo e interpretazione di Diodato) - Diabolik - Ginko all'attacco!
  - Caro amore lontanissimo (musica di Sergio Endrigo, testo di Riccardo Sinigallia, interpretata da Marco Mengoni) - Il colibrì
  - Culi culagni (musica di Stefano Bollani, testo di Luigi Malerba e Stefano Bollani, interpretata da Stefano Bollani) - Il pataffio
  - La palude (musica e testo di Niccolò Falsetti, Giacomo Pieri, Alessio Ricciotti e Francesco Turbanti, interpretata da Francesco Turbanti, Emanuele Linfatti e Matteo Creatini) - Margini

- 2024
  - La mia terra (musica, testo e interpretazione di Diodato) – Palazzina Laf
  - Adagio (musica, testo e interpretazione dei Subsonica) – Adagio
  - La vita com'è (musica, testo e interpretazione di Brunori Sas) – Il più bel secolo della mia vita
  - Baby (musica di Andrea Farri, testo e interpretazione di Seydou Sarr) – Io capitano
  - 'O Dj (Don't Give Up) (musica, testo e interpretazione di Liberato) – Mixed by Erry

- 2025
  - Aria! (musica e testo di Margherita Vicario, Davide Pavanello, Edwyn Roberts, Andrea Bonomo e Gianluigi Fazio, interpretazione di Margherita Vicario) – Gloria!
  - Knife Edge (musica, testo e interpretazione di Thom Yorke) – Confidenza
  - Diamanti (musica di Giuliano Taviani e Carmelo Travia, testo e interpretazione di Giorgia) – Diamanti
  - Atomos (musica e testo di Valerio Vigliar, interpretazione di Greta Zuccoli) – Familia
  - La malvagità (musica, testo e interpretazione di Colapesce) – Iddu - L'ultimo padrino